# Измерение птиц

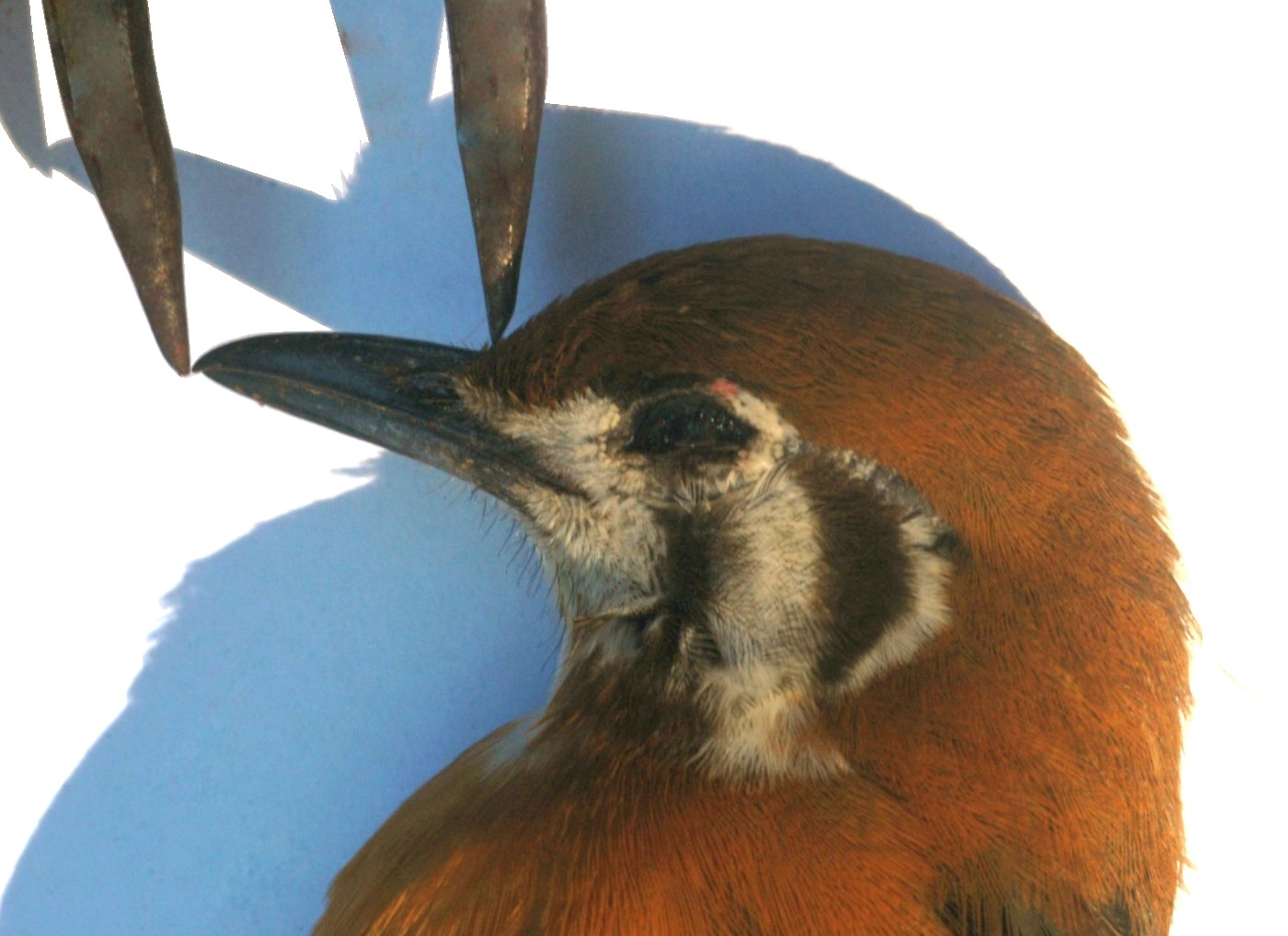
Измерение длины клюва оранжевоголового земляного дрозда

Измерение птиц проводится для определения размерно-весовых характеристик птиц, различных частей их тела при орнитологических исследованиях. Иными словами, это количественная оценка размера птиц в научных исследованиях.
Результаты измерения длины отдельных частей тела и веса птиц могут отличаться в зависимости от вида, популяции внутри вида, между полами и в зависимости от возраста и состояния птиц. Для использования в научных целях измерения должны быть чётко определены, так, чтобы они были последовательными и сопоставимыми с измерениями, проведёнными другими людьми или в другие моменты времени. Измерения могут быть полезны для изучения роста, выявления различий между географически разделёнными формами, полами, птицами разных возрастов, или определения индивидуальных характеристик разных особей птиц. В то время как некоторые измерения регулярно проводятся в полевых условиях при изучении живых птиц, некоторые другие применимы только к музейным образцам или могут быть осуществлены только в лаборатории. Условные обозначения, используемые для измерения, могут сильно различаться у разных авторов и в разных работах, что делает сравнение размеров вопросом, требующим большой осторожности.

## Методы и учёт погрешностей
Все измерения подвержены погрешностям, как систематическим, так и случайным. Измерение некоторых характеристик птицы может сильно различаться в зависимости от используемого метода. Общую длину птицы иногда измеряют, кладя мёртвую птицу на спину и слегка нажимая на голову, чтобы можно было её измерить от кончика клюва до кончика хвоста. Однако методика может варьироваться в зависимости от положения птицы и может зависеть от возраста и степени усадки в случае измерений, сделанных на шкурках в коллекциях птиц. Длина крыла, обычно определяемая как расстояние между изгибом крыла и самым длинным из первостепенных маховых перьев, также может широко варьироваться у некоторых крупных птиц, имеющих изогнутую поверхность крыла, а также изогнутые первостепенные маховые перья. Измерение может дополнительно варьироваться в зависимости от того, используется ли гибкая рулетка или жёсткая линейка. Определение длины хвоста может варьироваться, когда хвосты имеют удлинение, раздвоение или другие модификации. Вес птиц ещё более подвержен изменчивости в зависимости от их питания и состояния здоровья, а у перелётных видов даже у одной особи довольно сильно различается по сезонам.
Несмотря на вариации, измерения регулярно проводятся при кольцевании птиц и для других исследований. Некоторые измерения считаются довольно постоянными и чётко определёнными, по крайней мере, у подавляющего большинства птиц. Хотя полевые измерения обычно являются одномерными, в лабораторных методах часто можно использовать многомерные измерения, полученные в результате анализа вариаций и корреляций этих одномерных измерений. Они часто могут более надёжно указывать на вариации

## Общая длина

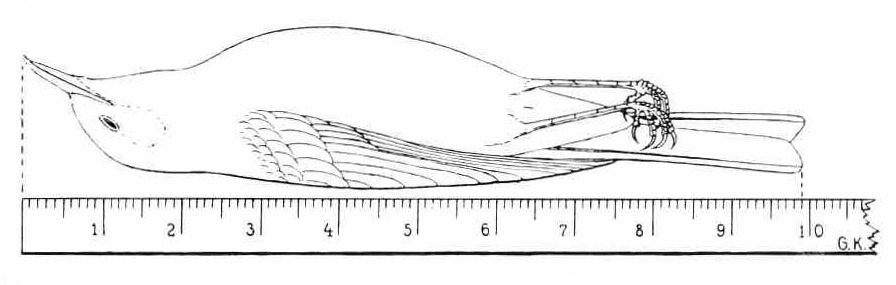
Измерение общей длины птицы

Общая длина тела птицы с клювом и хвостом обычно измеряется на мёртвых экземплярах до того, как с них снимают шкурку для сохранения. Для измерения тушку птицы кладут на спину, аккуратно распрямляя голову и шею, и измеряют расстояние от вершины (кончика) клюва до вершин самых длинных рулевых перьев. Однако это измерение чрезвычайно подвержено погрешностям и редко используется для каких-либо сравнительных или других научных исследований.

## Длина клюва
Длину клюва определяют, измеряя длину его верхней половины — надклювья. Измерение проводят с помощью штангенциркуля от вершины надклювья до границы оперения лба или до переднего края ноздри, в зависимости от выбранного стандарта. У хищных птиц длина клюва обычно измеряется по изгибу от его вершины до восковицы, тонкой кожицы, покрывающей основание клюва. У хищных птиц, у которых вершина надклювья может образовывать достаточно длинный крючок, его длина может измеряться отдельно.

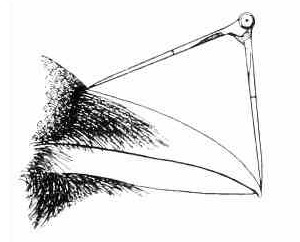
Измерение длины клюва
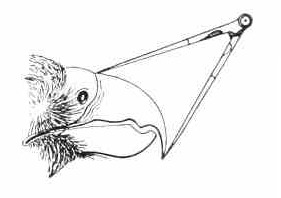
Измерение длины клюва у хищных птиц
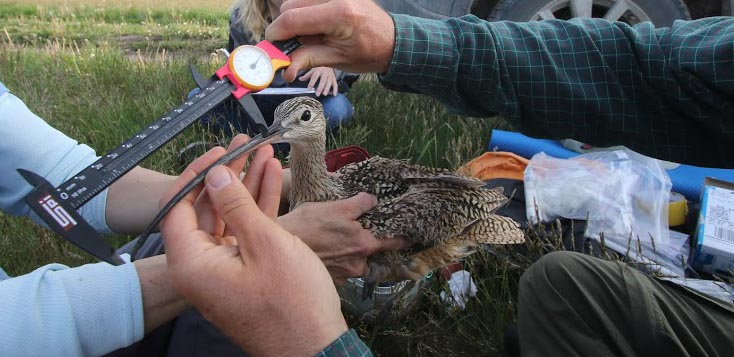
Измерение длины клюва у американского кроншнепа от переднего края ноздри до вершины клюва

## Длина головы

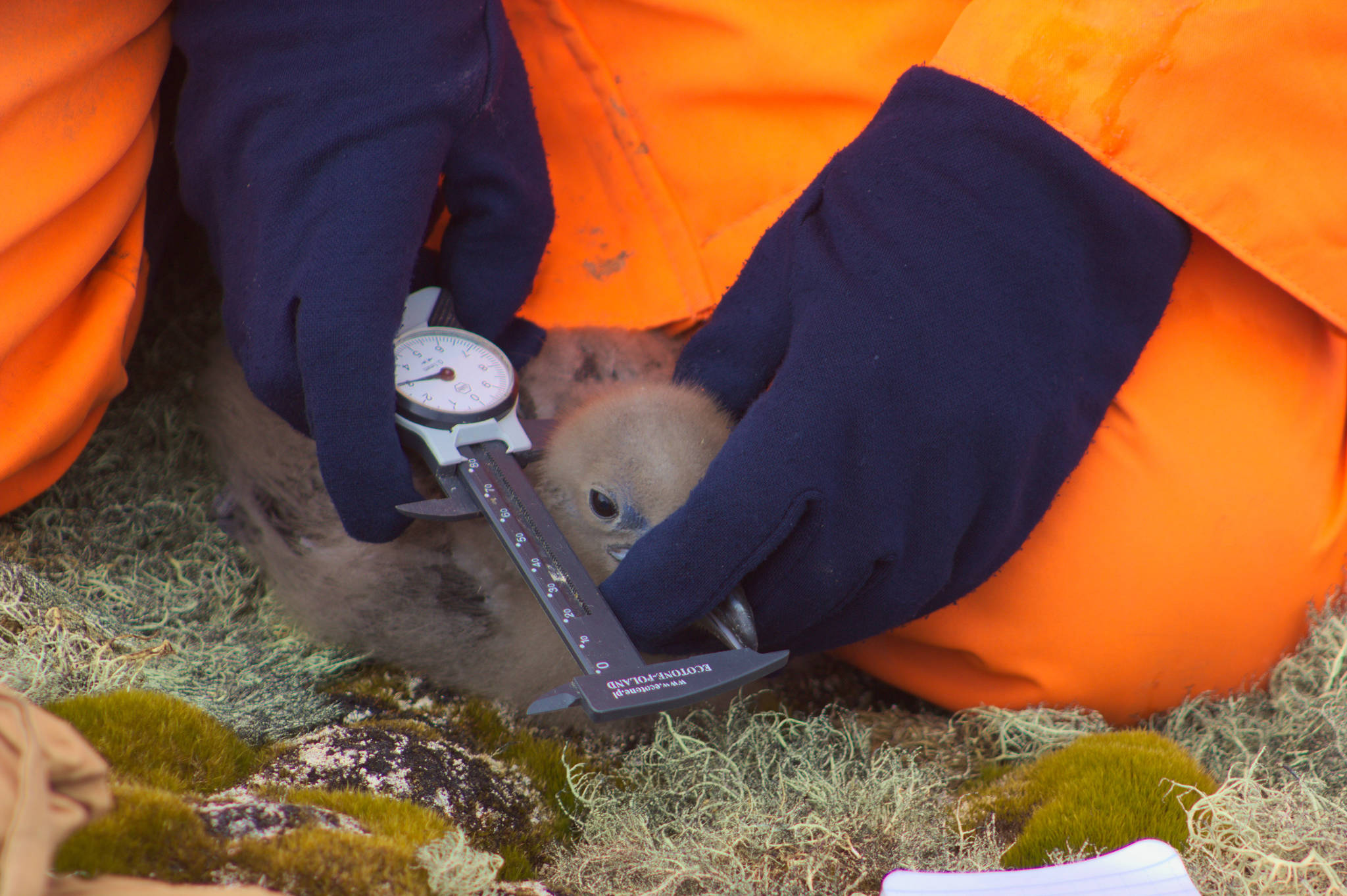
Измерение длины головы у птенца поморника

У некоторых птиц может быть более подходящим и менее подверженным вариациям из-за сложности интерпретации оперения основания надклювья измерение расстояния между задней частью головы и вершиной клюва. В некоторых случаях такое измерение расстояния между затылком и вершиной клюва более надёжно. Однако оно не подходит для использования на живых птицах с сильной мускулатурой шеи, таких как бакланы.

## Длина крыла

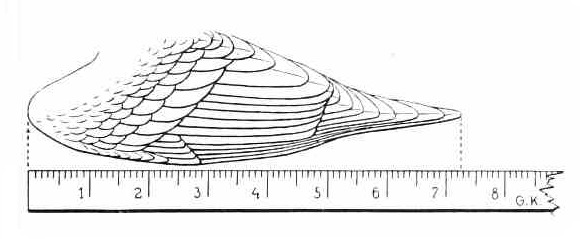
Измерение длины крыла

Длину крыла обычно измеряют от его сгиба до вершины самого длинного первостепенного махового пера. Часто крылья и перья могут быть сплющены, чтобы размер был максимальным, но в некоторых случаях предпочтительнее измерять длину крыла с естественной кривизной перьев. В некоторых случаях может быть важно измерить относительную длину самых длинных первостепенных маховых перьев и характер изменения их размера.

## Размах крыльев
Размах крыльев — это расстояние между вершинами крыльев в полностью расправленном состоянии. Это измерение особенно подвержено погрешностям из-за положения крыла и редко используется, кроме как в качестве приблизительного показателя размера. Кроме того, оно не может быть легко и надёжно измерено в полевых условиях с живыми птицами.

## Длина цевки

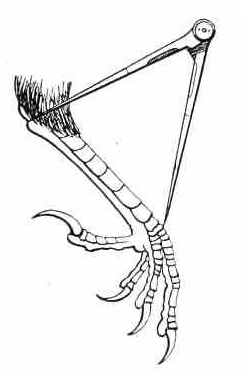
Измерение длины цевки

Цевка у птиц обычно не оперена и в качестве стандартного измерения используется её длина от внутреннего сгиба тибиотарзального сустава до основания пальцев, которое часто выделяется разницей в чешуйчатости кожи. В большинстве случаев цевку держат согнутой, но в некоторых случаях можно измерить длину этой кости, видимую с внешней стороны от сгиба до основания пальцев. У журавлей и дроф длина цевки иногда измеряется вместе с длиной до вершины когтя самого длинного пальца.

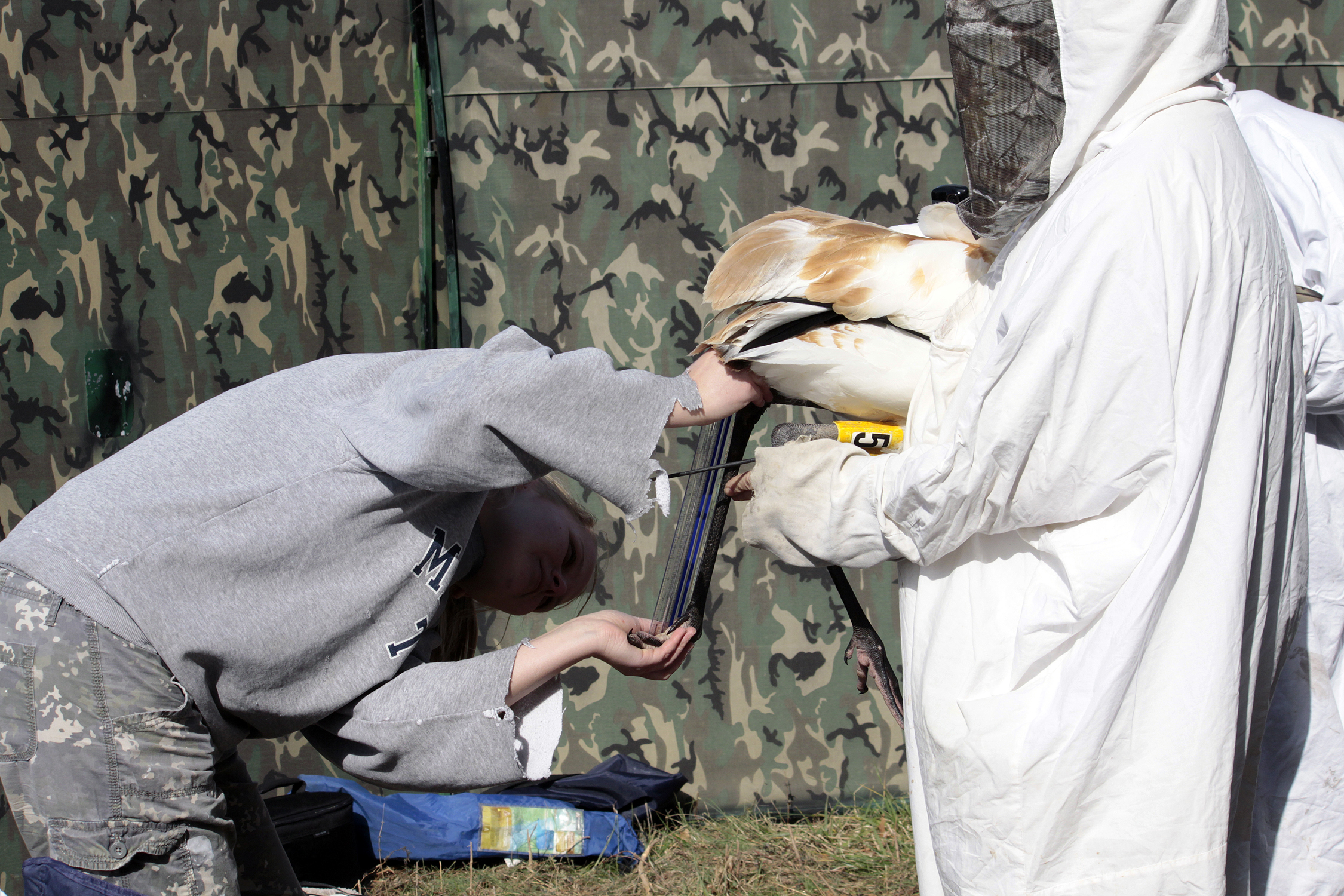
Измерение длины цевки у американского журавля линейкой

## Длина хвоста

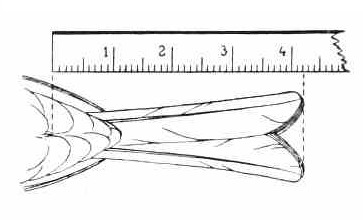
Измерение длины хвоста

Измерение длины хвоста проводится от основания средних рулевых перьев до вершин самых длинных рулевых перьев. В случае наличия особо удлинённых перьев хвоста, образующих так называемые «ракетки» или «ленты», они измеряются отдельно. В некоторых случаях измеряется разница между самыми длинными и самыми короткими рулевыми перьями, то есть глубина вилки или выемки хвоста.

## Масса
Вес птиц очень изменчив и не может использоваться в качестве показателя их размера. Однако он может использоваться для количественной оценки роста в лабораторных условиях и для использования в клинической диагностике в качестве индикатора физиологического состояния. Птицы в неволе часто тяжелее диких особей. Перелётные птицы набирают вес перед миграционным периодом, но теряют его во время проведения с ними манипуляций или временного содержания в неволе. Мёртвые птицы, как правило, весят меньше, чем при жизни. Даже в течение суток вес птицы может изменяться на 5—10 %. Особенно масса тела может изменяться у некоторых птиц в зависимости от сезона. Например, самец императорского пингвина теряет 40 % своего веса в процессе инкубации яйца.

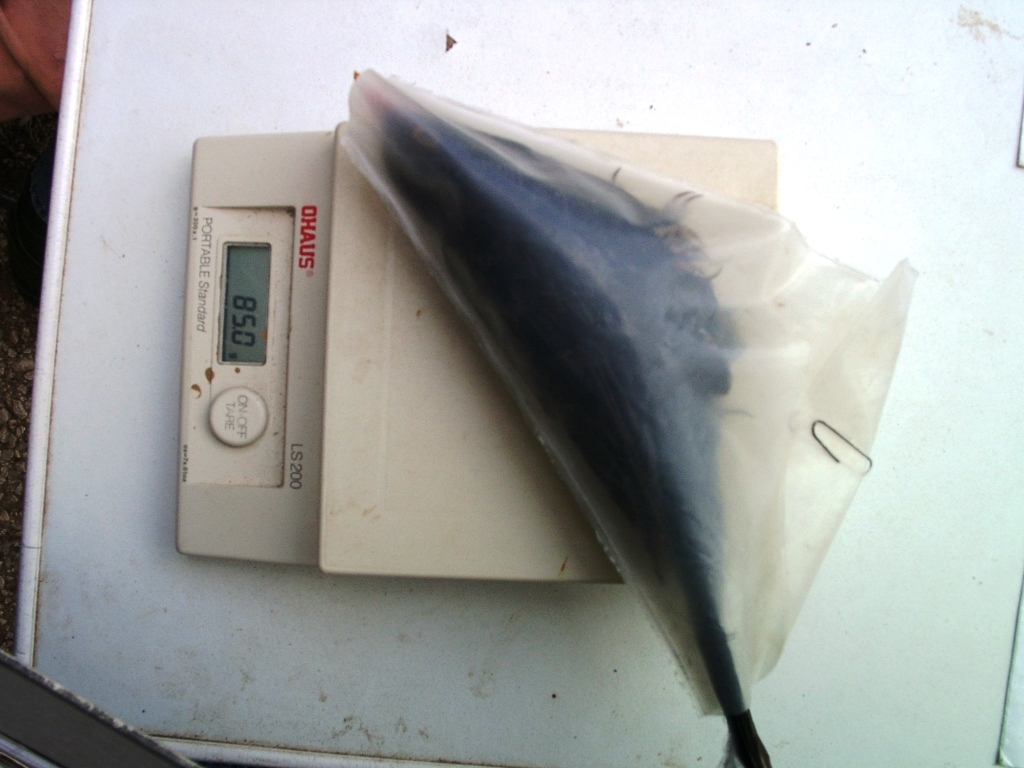
Взвешивание живой птицы (чёрного дрозда), зафиксированной в плотном полиэтиленовом пакете
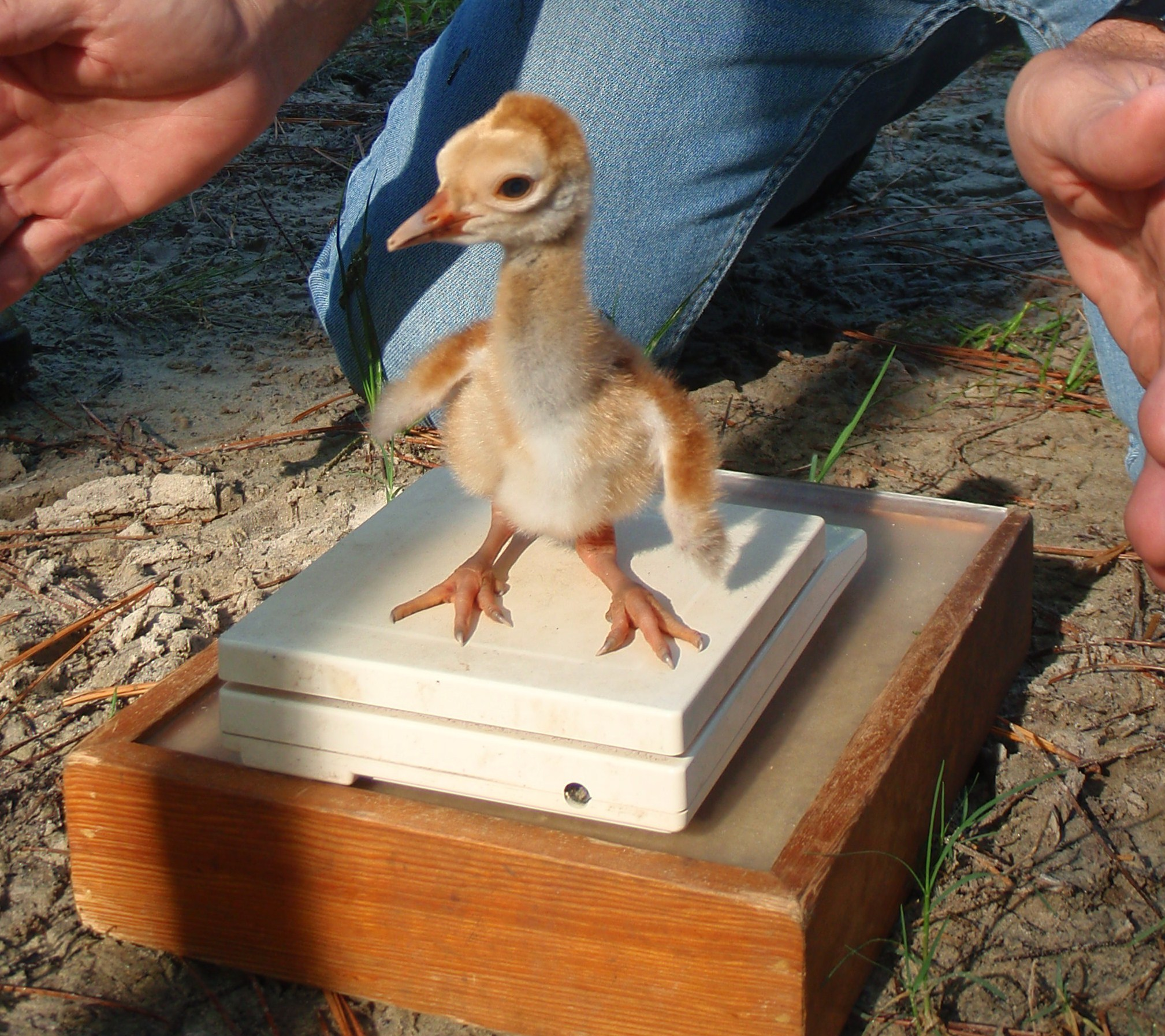
Взвешивание птенца канадского журавля
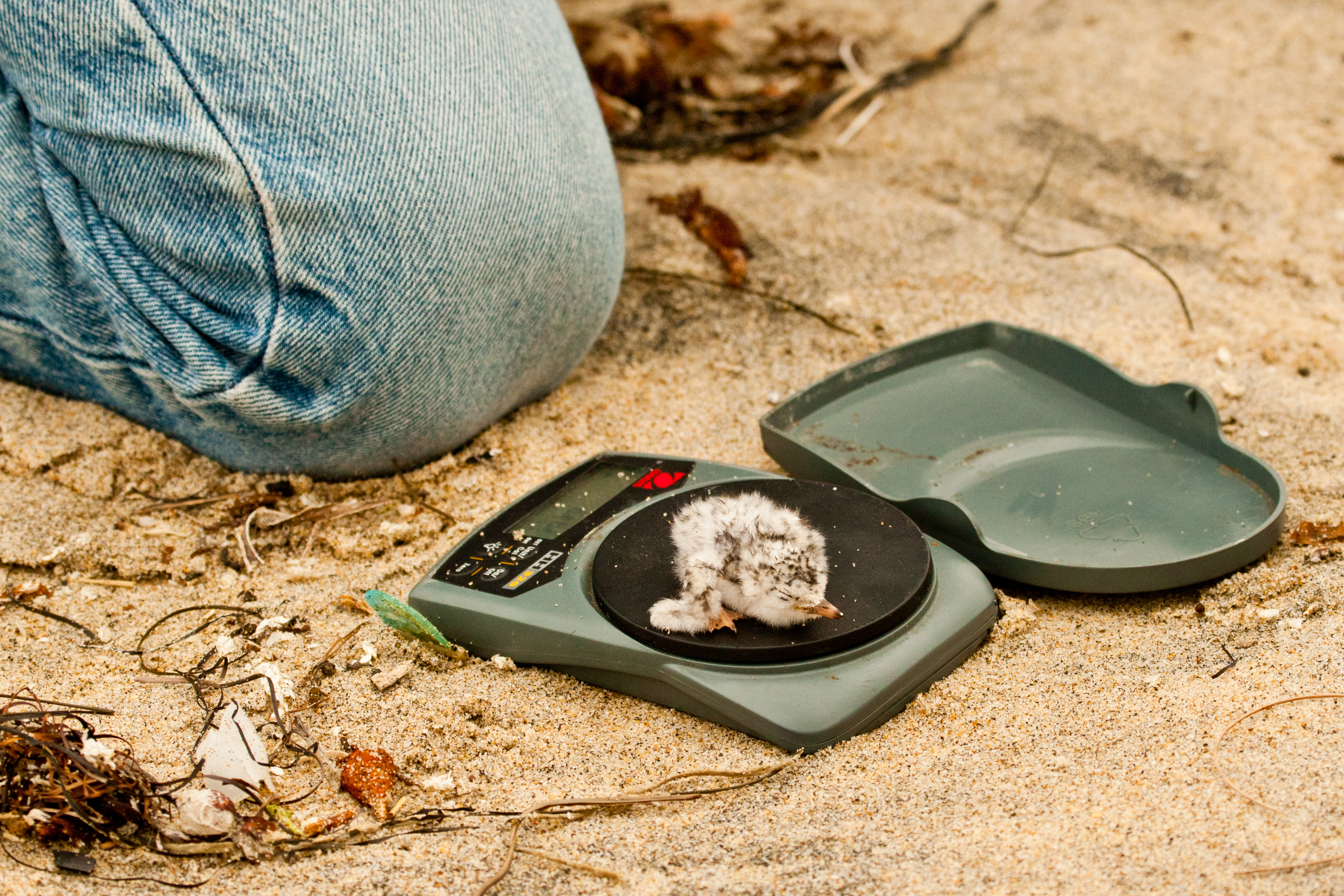
Взвешивание птенца карликовой крачки